# Толедские горы
Толедские горы (исп. Montes de Toledo) — горная система в Центральной Испании.
Толедские горы возвышаются над Новокастильским плоскогорьем, Южной Месетой. Высота над уровнем моря превышает 1000 м, высшая точка — Пико-Вильюэркас (1603 м). Основные хребты — Сьерра-де-ла-Кальдерина между городом Малагон и Пуэрто-Лаписе, Сьерра-де-Гвадалупе близ Гвадалупе и Сьерра-де-Альтамира на границе Эстремадуры и Кастилии-Ла-Манчи.
Размеры системы: около 350 км в длину и 50—100 км в ширину, протяжённость — с запада на восток. Толедские горы являются водоразделом рек Тахо и Гвадианы.
Горы Толедо расположены южнее Центральной Кордильеры на территории провинций Касерес, Толедо и Сьюдад-Реаль.
В честь гор получила своё название комарка Монтес-де-Толедо.